# Anaesthetis testacea
Anaesthetis testacea — вид жесткокрылых из семейства усачей.

## Распространение
Распространён в Европе, России, Турции и Казахстане.

## Описание
Жук длиной от 6 до 10 мм. Время лёта с мая по август.

## Развитие
Жизненный цикл вида длится от года до двух лет. Кормовыми растениями являются разные лиственные породы: каштан, орех, дуб, лещина, рубус и др.

## Подвиды
- Anaesthetis testacea rufescens Baeckmann, 1903
- Anaesthetis testacea testacea (Fabricius, 1781)